# Reuben Hoch
Reuben Hoch (Brooklyn, 1959) is een Amerikaanse jazzdrummer, componist en arts.

## Biografie
Hoch werd opgevoed als orthodoxe Jood en begon op 12-jarige leeftijd drums te leren. Vanaf 16-jarige leeftijd interesseerde hij zich voor jazz en speelde daarna met David Schnitter en Valery Ponomarev. In 1982 verhuisde hij naar Israël, waar hij in Tel Aviv medicijnen studeerde. Daar formeerde hij in 1986 met de klarinettist Harold Rubin, de gitarist Tommy Bellman en de bassist Mark Smulian de fusionband Zaviot, die tijdens de volgende twee jaar succesvol toerde en speelde op internationale festivals. In 1988 keerde Hoch terug naar New York.
Na zijn medicijnenstudie vond hij tijd om met Christoph Spendel de band West End Avenue te leiden, waarmee hij drie albums (o.a. met Jim Pepper en Lonnie Plaxico) uitbracht. Hij formeerde daarna de band RH Factor, die met Dave Liebman de beide albums Live in New York (1994) en If I Only Knew (1995) uitbracht. Daarna verhuisde hij met zijn familie naar Boca Raton, waar hij als arts praktiseerde. Samen met Robert Thomas jr. leidt hij het Chassidic Jazz Project, waarin traditionele melodieën van het chassidisme in eigentijdse jazzarrangementen werden gepresenteerd. Met Don Friedman en Ed Schuller speelde hij het album Of Recent Time (2006) in.

## Discografie
- Reuben Hoch & The Chassidic Jazz Project: Live at the Broward Center for the Performing Arts (2004, met Tom Lippincott, Felipe Lamoglia, Marie Randel, Barbara Corcillo, Dan Feiszli, Robert Thomas jr. en Don Friedman)

- Gemeinsame Normdatei: 134686179
- International Standard Name Identifier: 0000 0000 5552 3192
- Library of Congress Control Number: no98005069
- MusicBrainz: beec3fa8-8b49-4aa1-b65e-55926b474ee6
- Nationale Bibliotheek van Israël: 987011337854405171
- Virtual International Authority File: 1609150869794822190004